# Romolo Bizzotto
Romolo Bizzotto (16. únor 1925 Cerea, Italské království – 27. březen 2017 Turín, Itálie) byl italský fotbalový obránce a trenér.
Začínal ve Veroně, kde odehrál čtyři sezony ve druhé lize. V roce 1949 přestoupil do Juventusu, kde slavil dva tituly (1949/50, 1951/52). Naposled v nejvyšší lize hrál v Palermu v roce 1954. Poté hrál nižší soutěže a kariéru ukončil jako hrající trenér v roce 1959.
Za reprezentaci neodehrál žádné utkání. Byl v nominaci na OH 1948.
Po fotbalové kariéře se stal trenérem. V roce 1959 vedl mládež ve Veroně a v sezoně 1960/61 vedl seniorský klub. Nejdéle vedl klub Reggiana, a to pět sezon. V roce 1971 dostal místo v Juventusu, kde vedl po odchodu Vycpálka mládež. Vyhrál mládežnickou ligu a od následující sezony se stal asistentem trenéra seniorského Juventusu, a to až do roku 1988.

## Hráčská statistika
| Sezóna            | Klub              | Liga              | Liga   | Liga | Ligové poháry | Ligové poháry | Ligové poháry | Kontinentální poháry | Kontinentální poháry | Kontinentální poháry | Celkem | Celkem |
| Sezóna            | Klub              | Soutěž            | Zápasy | Góly | Soutěž        | Zápasy        | Góly          | Soutěž               | Zápasy               | Góly                 | Zápasy | Góly   |
| ----------------- | ----------------- | ----------------- | ------ | ---- | ------------- | ------------- | ------------- | -------------------- | -------------------- | -------------------- | ------ | ------ |
| 1949/50           | Juventus          | Serie A           | 8      | 0    | -             | 0             | 0             | -                    | 0                    | 0                    | 8      | 0      |
| 1950/51           | Juventus          | Serie A           | 28     | 2    | -             | 0             | 0             | -                    | 0                    | 0                    | 28     | 2      |
| 1951/52           | Juventus          | Serie A           | 10     | 0    | -             | 0             | 0             | -                    | 0                    | 0                    | 10     | 0      |
| 1952/53           | SPAL              | Serie A           | 10     | 0    | -             | 0             | 0             | -                    | 0                    | 0                    | 10     | 0      |
| 1953/54           | Palermo           | Serie A           | 23     | 1    | -             | 0             | 0             | -                    | 0                    | 0                    | 23     | 1      |
| Celkově v Serii A | Celkově v Serii A | Celkově v Serii A | 79     | 3    | -             | 0             | 0             | -                    | 0                    | 0                    | 79     | 3      |

## Úspěchy

### Klubové
- 2× vítěz italské ligy (1949/50, 1951/52)

### Reprezentační
- 1× na OH (1948)